# Eldstav

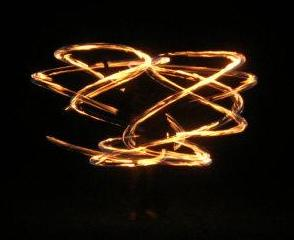
Utövare med eldstav, Stockholm 2006

En eldstav är en stav som brinner i båda ändarna och som används för utföra olika sorters scenkonst. Proffensionella eldstavar består oftast av ett aluminiumrör, som har en eller flera rullar av kevlar i varje ände. Dessa doppas senare i en brännbar vätska, vanligtvis lampolja. Det finns olika stavar med olika mycket eld. Man snurrar staven på olika sätt runt sig. Det finns även något som heter kontaktstav som är när man snurrar staven runt delar av kroppen och handlederna, istället för med händerna. Man kan till exempel låta den snurra sig över axlarna, runt nacken eller på huvudet.